# آنتروپی تبخیر
آنتروپی تبخیر(به انگلیسی: Entropy of vaporization) عبارت است از تغییر در آنتروپی یک ماده به هنگام تبخیر آن.این کمیت با نماد ΔSovap نشان داده می‌شود و واحد آن در سیستم SI ،J/mol/K می باشد.مقدار عددی این کمیت مثبت می باشد و بر اساس رابطه انرژی آزاد گیبس به صورت زیر تعریف می شود:
{\displaystyle \Delta H_{vap}=T_{vap}\times \Delta S_{vap}}

## چستارهای وابسته
- آنتروپی ذوب
- قاعده تروتن